# Hans Lukaschek

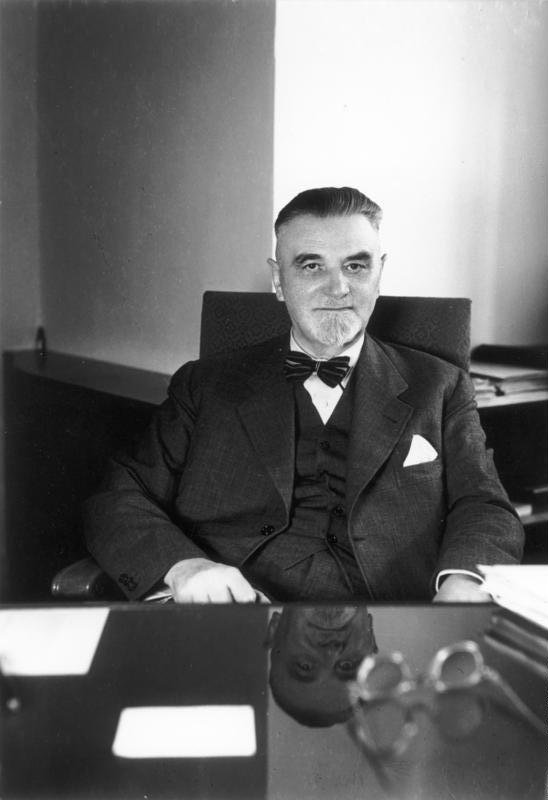
Hans Lukaschek 1949

Hans Lukaschek (* 22. Mai 1885 in Breslau; † 26. Januar 1960 in Freiburg im Breisgau) war ein deutscher Politiker (Zentrum, CDU) und Widerstandskämpfer gegen den Nationalsozialismus.

## Leben

### Ausbildung und Beruf
Hans Lukaschek wurde als Sohn des aus Lonschnik bei Neustadt in Oberschlesien stammenden Lehrers Philipp Lukaschek und seiner Frau Maria geb. Beinert in Breslau geboren. Sein Vater war zu dieser Zeit in Belk im Kreis Rybnik als Lehrer tätig; seine Mutter stammte aus Breslau, wo sein Vater später Rektor der Volksschule XLII wurde. Nach dem Abitur 1906 absolvierte Lukaschek ein Studium der Rechts- und Staatswissenschaften und der Volkswirtschaftslehre in Breslau, welches er 1909 mit dem ersten und 1914 mit dem zweiten juristischen Staatsexamen beendete. Während seines ersten Semesters trat er in die Studentenverbindung Rheno-Palatia Breslau (heute in Mainz) im CV ein. 1910 erfolgte seine Promotion zum Dr. jur. Er begann seine Karriere zunächst am Kaiserlichen Patentamt, wechselte 1914 als Assessor in den Kommunaldienst des Magistrats von Breslau. 1916 wurde er Bürgermeister von Rybnik O/S und 1919 Landrat des Kreises Rybnik. Dieses Amt musste er 1920 auf Anordnung der interalliierten Plebiszit-Kommission aufgeben.
Von 1919 bis 1921 leitete er den Schlesischen Ausschuss, der sich für einen Verbleib des gesamten Oberschlesiens beim Deutschen Reich einsetzte. Etwa 60 % der Bevölkerung entschieden sich bei der durchgeführten Volksabstimmung in diesem Sinne. Dennoch erfolgte eine teilweise Abtretung des Gebietes an Polen. Lukaschek war danach von 1922 bis 1927 Mitglied der Gemischten Kommission für Oberschlesien in Katowice, deren Aufgabe die Milderung der zwischenstaatlichen Probleme und der Schutz der jeweiligen Minderheiten war. Nach Spannungen mit den Polen wurde er im März 1927 Oberbürgermeister der Industriestadt Hindenburg und 1929 Oberpräsident von Oberschlesien in Oppeln und unterstützte die Ostpolitik des Reichskanzlers Heinrich Brüning.
Nach der Machtergreifung 1933 holte er die Hakenkreuzfahne vom Amtsgebäude. Am 19. Mai 1933 wurde er entlassen. Er hatte entgegen dem Werben des damaligen preußischen Ministerpräsidenten Hermann Göring die katholische Oberschlesische Volksstimme nicht verboten.
Von 1933 bis 1944 war er als Rechtsanwalt in Breslau tätig. Nach 1938 hatte er Kontakte mit Helmuth James Graf von Moltke und dem Kreisauer Kreis, wohin er auch seinen Freund Paulus van Husen mitnahm. Lukaschek war in die Pläne des Widerstands eingeweiht und im Schattenkabinett Beck/Goerdeler für den Fall eines gelungenen Staatsstreiches als Politischer Beauftragter im Wehrkreis VIII (Breslau)  eingeplant. Nach dem gescheiterten Attentat vom 20. Juli 1944 auf Hitler wurde er umgehend in Breslau verhaftet. In der Verhandlung am 22. April 1945 vor dem Volksgerichtshof widerrief Lukaschek unter Berufung darauf, dass sein Geständnis durch Folter erzwungen war, alle bisherigen Aussagen und wurde freigesprochen. Noch am gleichen Tag wurde er aus dem Gefängnis Moabit entlassen. Am Abend rückten die ersten Truppen der Roten Armee in Berlin ein.
Hans Lukaschek war 1945 Mitbegründer der CDU in Berlin und Thüringen. Im Dezember 1945 wurde er Vizepräsident des Landes Thüringen und Direktor des thüringischen Landesamts für Landwirtschaft und Forsten (Landwirtschaftsminister), im Herbst 1946 von der sowjetischen Militäradministration der Ämter enthoben. Von 1945 bis 1946 war er wieder als Rechtsanwalt und Notar, jetzt in Berlin, tätig. Von 1947 bis 1948 war er Amtsgerichtsrat in Königstein im Taunus und von 1948 bis 1949 Vizepräsident des Obergerichts der Bizone in Köln. 1949 leitete er noch kurzzeitig das Hauptamt für Soforthilfe in Bad Homburg vor der Höhe.

### Partei
Vor 1933 war Lukaschek Mitglied der Zentrumspartei, deren Provinzialvorstand Oberschlesien er angehörte. 1945 zählte er zu den Mitbegründern der CDU in Berlin und Thüringen.

### Öffentliche Ämter
Von 1916 bis 1919 war Lukaschek Bürgermeister von Rybnik, Oberschlesien. 1919 war er kurzzeitig Landrat des Kreises Rybnik. Von 1927 bis 1929 war er Oberbürgermeister des neu geschaffenen Stadtkreises Hindenburg O.S. 1929 wurde er zum Oberpräsidenten der preußischen Provinz Oberschlesien und zum Regierungspräsidenten von Oppeln ernannt. Nach der Machtergreifung der Nationalsozialisten wurde er im Mai 1933 seiner Ämter enthoben.
Von 1945 bis 1946 war er Dritter Vizepräsident des Landes Thüringen, zuständig für Landwirtschaft. 1947 verließ er aus politischen Gründen die SBZ und ging nach Westdeutschland.
Nach der Bundestagswahl 1949 wurde er am 20. September 1949 zum Bundesminister für Angelegenheiten der Vertriebenen in der von Bundeskanzler Konrad Adenauer geführten Bundesregierung ernannt. In seiner Amtszeit wurden das Lastenausgleichsgesetz und das Bundesvertriebenengesetz verabschiedet. Da Lukaschek bei den Vertriebenen an Vertrauen verloren hatte und Adenauer den GB/BHE an der Bundesregierung beteiligen wollte, schied Lukaschek nach der Bundestagswahl 1953 am 20. Oktober 1953 aus der Bundesregierung aus.

### Gesellschaftliche Ämter
Lukaschek war zeitweilig ehrenamtlicher Mitarbeiter und Dozent an dem von Heinrich Weber 1936 gegründeten und von 1936 bis 1945 geleiteten Institut für kirchliche Verwaltung und Finanzwirtschaft in Breslau. Von 1949 bis zu seinem Tode war er Vizepräsident des Deutschen Caritasverbandes. Außerdem amtierte er als Präsident des Katholischen Flüchtlingsrates und als Präsident der Bundesversammlung der Landsmannschaft der Oberschlesier.
1956 wurde er von Kardinal-Großmeister Nicola Canali zum Ritter des Ritterordens vom Heiligen Grab zu Jerusalem ernannt und am 29. April 1956 durch Lorenz Kardinal Jaeger, den Großprior des Ordens, investiert.

## Ehrungen
- 1953: Großkreuz des Verdienstordens der Bundesrepublik Deutschland